# Locmélar
Locmélar is een gemeente in het Franse departement Finistère (regio Bretagne) en telt 450 inwoners (2004). De plaats maakt deel uit van het arrondissement Morlaix.

## Geografie
De onderstaande kaart toont de ligging van Locmélar met de belangrijkste infrastructuur en aangrenzende gemeenten.

## Demografie
Onderstaande figuur toont het verloop van het inwonertal (bron: INSEE-tellingen).
1. ↑  Populations de référence 2022.